# Morte de Tim Maia
A morte do cantor brasileiro Tim Maia ocorreu em 15 de março de 1998, quando este estava internado após sofrer uma parada cardiorrespiratória. O cantor estava em tratamento havia uma semana, depois de sofrer uma crise de hipertensão ao tentar se apresentar e acabar se retirando do palco do Teatro Municipal de Niterói.

## Antecedentes

### Problemas de saúde
Durante os últimos anos de sua vida, Tim não se preocupou com sua saúde e quase não visitava o médico. O músico tinha obesidade — pesava 140 quilos na época —, além de ter péssimos hábitos alimentares e vício em álcool e drogas.

### Última apresentação

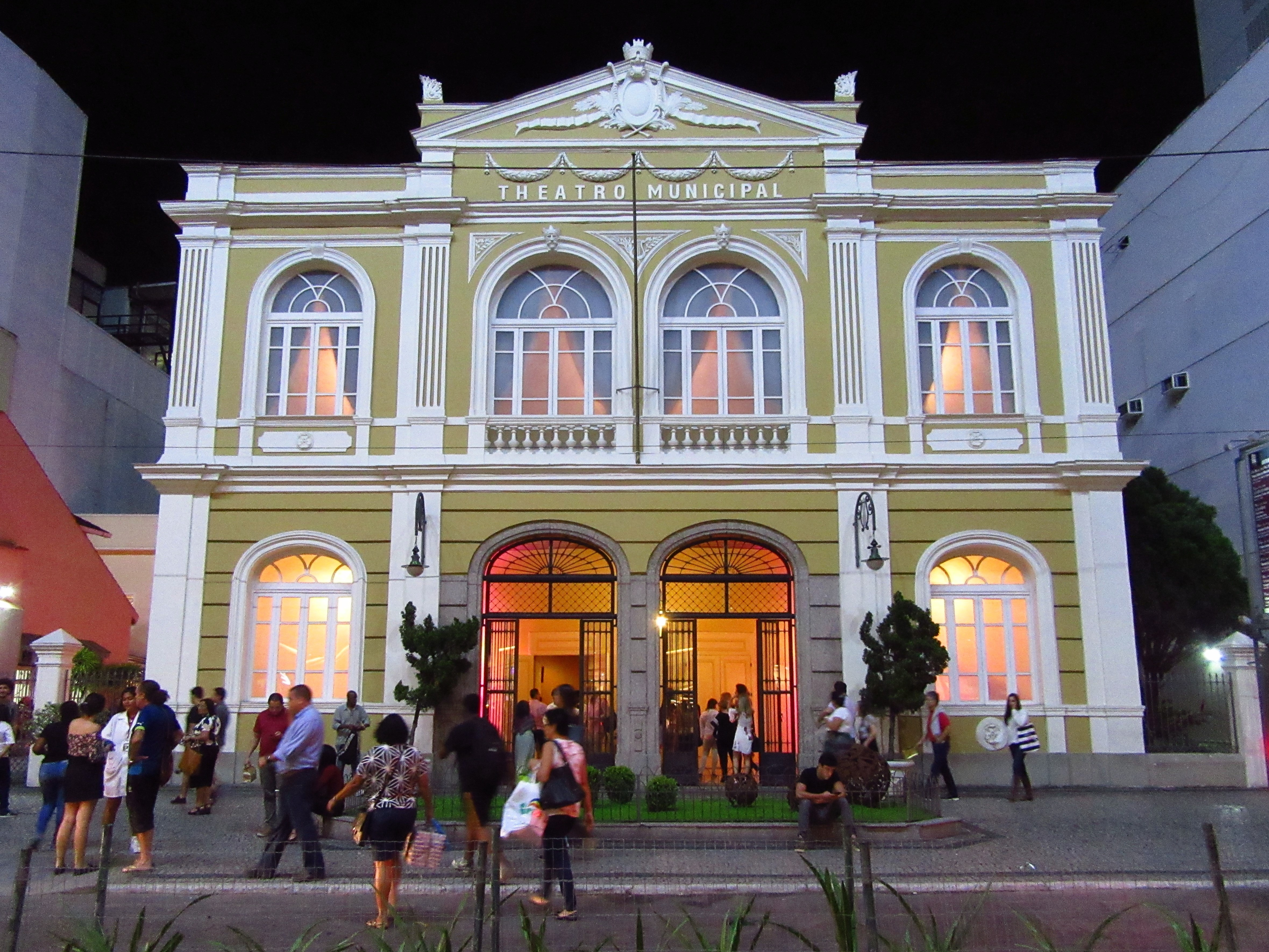
O Teatro Municipal de Niterói, onde Tim Maia se apresentou pela última vez, em 8 de março de 1998.

Em 1998, o músico voltou a gravar e agendou um show no Teatro Municipal de Niterói. Tal apresentação teria orquestra, seria gravada pelo canal por assinatura Multishow e seria transformada em um disco acústico. Ao entrar no palco — trinta minutos atrasado, provavelmente por conta do mal-estar que estava sentindo —, o cantor aparentava estar atordoado e com o rosto suado. Ele, inclusive, reclamou da qualidade sonora e interrompeu a apresentação. O que não era de conhecimento geral era que ele estava passando mal antes mesmo de aparecer publicamente. Tim Maia cantava os primeiros versos de "Não Quero Dinheiro" quando levantou um braço seguido do outro expressando que estava mal. Então, a equipe afirmou que o músico não estava bem e perguntou se havia algum médico na plateia. Drauzio Varella assistia a apresentação com a esposa, Regina Braga. Entretanto, o músico foi retirado antes que Drauzio fizesse algo.

## Últimos dias

### Internação
Após a saída de Tim Maia do teatro, a banda parou de tocar e foi avisado que o cantor voltaria logo. Imediatamente, alguns médicos notaram que o músico sofria de hipertensão, e este foi levado às pressas para o Hospital Antônio Pedro, onde chegou às 23h. Lá, constatou-se o diagnóstico de embolia pulmonar e que ele havia sofrido uma parada cardiorrespiratória, esta à qual sobreviveu depois de ser reanimado. Quando internado, o cantor foi colocado em coma induzido.
Marco Antônio Gomes Andrade, diretor médico do Hospital Antônio Pedro, afirmou que havia uma certa melhora no estado médico de Tim Maia até sábado, então houve a diminuição progressiva da dosagem dos remédios que mantinham-no sedado. Ele ainda afirma que Tim ficou, inclusive, lúcido. Entretanto, após alguns dias, agravou-se o estado de saúde do artista.
Tim Maia sofreu de hemorragia digestiva, a qual os médicos controlavam. Submetido à endoscopia, o cantor teve sua saúde ainda mais degradada, com o diagnóstico de irregularidade da sua pressão arterial, da sua respiração e de seu metabolismo. Maia também apresentou complicações renais e agravamento de seu quadro infeccioso. Durante sua internação, diversos telefonemas foram registrados pelo Hospital Antônio Pedro.

### Morte
Maia ficou no hospital por uma semana recebendo a ajuda de aparelhos e sendo medicado, quando, às 13h30min (ou 13h03min segundo a Folha de S.Paulo) de 15 de março de 1998, após sofrer um choque séptico e parada cardíaca, o cantor e compositor faleceu após tentativas sem sucesso de reanimação. Apenas dez minutos após a morte de Tim Maia ser anunciada, diversos fãs foram ao Teatro Municipal de Niterói, onde Tim foi velado no mesmo dia. Personalidades como Erasmo Carlos, Roberto Carlos e Agnaldo Timóteo estiveram presentes no evento. O corpo do cantor foi enterrado numa cerimônia para cerca de 500 pessoas às 12h do dia seguinte no Cemitério de São Francisco Xavier, no bairro do Caju, Rio de Janeiro. Durante o enterro, houve vários aplausos e fãs cantaram canções de Tim.

## Homenagens
A morte de Tim Maia gerou ampla comoção, com cerca de sessenta pessoas numa das entradas do Hospital Antônio Pedro, e vários fãs na outra, todos no aguardo da saída do corpo do artista. Alguns interpretavam, inclusive, canções como "Não Quero Dinheiro (Só Quero Amar)". Dentre várias homenagens, uma das principais foi "Tim Maia 80 anos", um show realizado em Niterói, no Teatro da Universidade Federal Fluminense (UFF), em 28 de setembro de 2022, data na qual Tim Maia faria 80 anos.